# Maruchi Fresno
María de Lourdes Gómez-Pamo López del Fresno, coneguda artísticament com a Maruchi Fresno (Madrid, 14 de febrer de 1916 – El Escorial, Madrid, 19 de juliol de 2003), va ser una actriu espanyola.

## Biografia
Filla de l'actor i caricaturista Fernando Fresno, els seus primers contactes amb el món de l'escena es produeixen quan encara no ha finalitzat els seus estudis elementals, debutant al cinema a l'edat de 18 anys amb la pel·lícula El agua en el suelo, d'Eusebio Fernández Ardavín.
Es llicencia en Ciències químiques, i a l'inici de la Guerra Civil emigra a l'Argentina, on continua la seva carrera teatral.
Una vegada finalitzada la contesa torna a Espanya i es converteix en una de les figures més sòlides del panorama artístic del moment, tant en cinema com en teatre. En la pantalla gran participa en pel·lícules com Nostalgia, (1942), de Juan de Orduña, Altar mayor (1943), de Gonzalo Delgrás, Reina santa (1946), de Rafael Gil, Serenata española (1947), de Juan de Orduña, Brigada criminal (1950), de Ignasi F. Iquino, Balarrasa (1950) o Catalina de Inglaterra (1951), aquestes dues últimes de José Antonio Nieves Conde. En teatre cull nombrosos èxits, per exemple amb Maria Estuard, i El somni d'una nit d'estiu (1950).
En 1953 es casa amb el director de teatre i escriptor Juan Guerrero Zamora, amb el qual va tenir un fill. Se separaria de Guerrero Zamora anys més tard.
A partir dels anys 60, la seva presència cinematogràfica es va reduint progressivament. Intervé a Algo amargo en la boca (Eloy de la Iglesia, 1969) o La Regenta (Gonzalo Suárez, 1974), però continua mantenint la seva activitat tant a nivell teatral com televisiu.
Durant anys, interpreta sobre les taules El milagro de Anna Sullivan (1961), en el paper de Kate Keller, El zapato de raso (1965), de Paul Claudel, Águila de blasón, de Valle-Inclán (1966), Fedra (1973), de Miguel de Unamuno, Tauromaquia (1975), de Juan Antonio Castro, Medea (1979), d'Eurípides, Mariana Pineda (1982), de Federico García Lorca, Tito Andrónico (1983), de William Shakespeare, ¡Oh Penélope! (1986), de Gonzalo Torrente Ballester i La importancia de llamarse Wilde (1992). També intervé assíduament en els espais dramàtics de Televisió Espanyola: Estudio 1 y Novela, així com a la sèrie Clase media, protagonitzada per Antonio Ferrandis.

## Premis
- Medalla del Cercle d'Escriptors Cinematogràfics a la millor actriu principal (1951), per Catalina de Inglaterra.[3]
- Fotogramas de Plata: Millor intèrpret de cinema espanyol (1952), per Catalina de Inglaterra.
- Premi de la Unión de Actores y Actrices (1994) a tota una vida.
- Medalla al Mèrit Artístic de l'Ajuntament de Madrid.

## Trajectòria a la TV
- ¡Ay, Señor, Señor!
  - ¡Vejez, divino tesoro! (1 de gener de 1995)
- Clase media (1987)
- Teatro Estudio
  - La marquesa Rosalinda (26 de març de 1981)
- Noche de teatro 
  - Águila de blasón (17 de maig de 1974)
- Las Tentaciones 
  - El invierno que viene (2 de novembre de 1970)
- Hora once
  - La bella del bosque (13 d'abril de 1969)
  - Horatio Sparkins (8 de juliol de 1972)
- El Premio 
  - Palabras en el aire (25 de noviembre de 1968)
- Teatro de siempre
  - El placer de la honradez (28 de febrer de 1968)
- Estudio 1
  - Don Juan Tenorio (2 de novembre de 1966)
  - El teatrito de Don Ramón (1 de juliol de 1969)
  - Ocho mujeres (29 de juny de 1973)
  - Una mujer sin importancia (6 de juliol de 1980)
  - En Flandes se ha puesto el sol (10 de abril de 1981)
  - Mariana Pineda (22 d'agost de 1983)
- Novela
  - El hombre herido (8 d'agost de 1965)
  - El fin de un largo viaje (4 d'abril de 1966)
  - Felipe Derblay (27 de novembre de 1967)
  - Raffles (11 de març de 1968)
  - El invernadero (5 de gener de 1976)
  - Pequeñeces (8 de març de 1976)
  - El hombre de los aplausos (10 de gener de 1977)
  - Las cerezas del cementerio (11 d'abril de 1977)
- Primera fila
  - Un marido de ida y vuelta (15 de gener de 1964)
- Gran teatro 
  - Don Juan Tenorio (27 d'octubre de 1963)
- Teatro de familia 
  - La gran mentira (3 de juliol de 1963)
  - Café para dos (14 de gener de 1965)
  - La profesora de declamación (25 de febrer de 1965)